# سنجان (اراک)
سِنِجان شهری است در جنوب غربی اراک واقع در استان مرکزی می‌باشد.

## مردم
مردم این شهر به فارسی و لهجه ویژه خاص خود (مشابه لهجه بومیان اراک) سخن می‌گویند. در فرهنگ جغرافیایی ایران درباره سنجان نوشته است که زبان مردم آن فارسی و مذهبشان شیعه است.

## الحاق شهر به اراک
در تاریخ ۵ تیر ۱۳۹۱ شورای عالی شهرسازی و معماری ایران به دلیل اتصال کامل نقاط شهری مذکور به شهر اراک، کارکردهای مستقیم جمعیت ساکن در شهرهای کرهرود و سنجان با شهر اراک و مراکز خدماتی آن، استقرار مراکز شهری مهم اراک از جمله پردیس دانشگاهی و دانشگاه اراک، دانشگاه علوم پزشکی اراک، بیمارستان امیرالمؤمنین و دانشگاه پیام نور در امتداد بلوار ورودی شهر اراک و مقابل شهر سنجان، عدم بضاعت مالی شهرداری‌های کرهرود و سنجان برای ارائه خدمات مناسب به شهروندان و جلوگیری از مدیریت چندگانه بر اراضی و املاک متصل به شهر، توسعه ناموزون پیرامون شهر و یکپارچگی مدیریت شهری با الحاق این دو شهر به شهر اراک موافقت کرد.
در تاریخ ۱۰ فروردین ماه ۱۳۹۲، هیئت دولت با پیشنهاد وزارت کشور و تأیید رئیس‌جمهور از الحاق شهرهای کرهرود و سنجان به شهر اراک و تصویب آن به عنوان کلان‌شهر اراک خبر داد. بر این اساس شهرهای کرهرود و سنجان به عنوان مناطق پنج و شش شهر اراک شناخته شده و از خدمات شهرداری بهره‌مند می‌گردند.

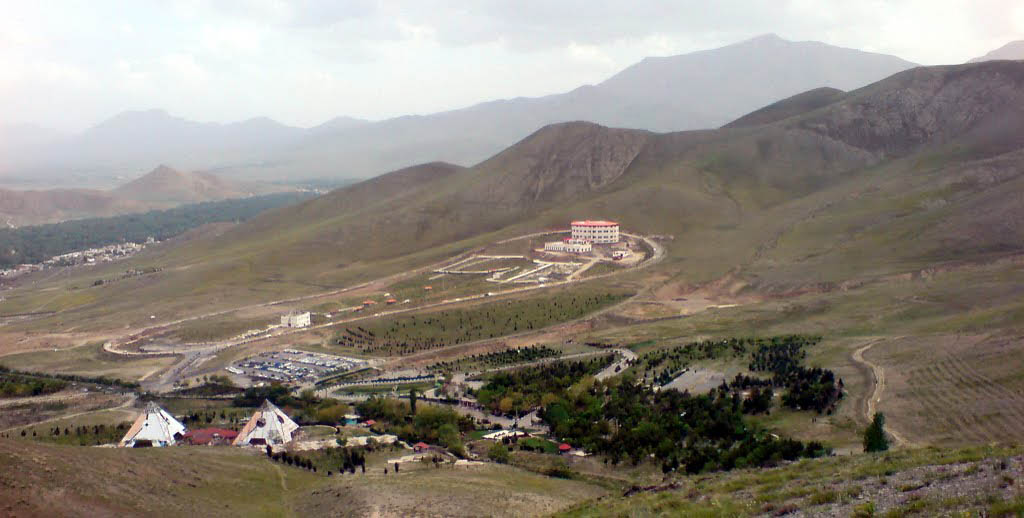
پارک کلِاله، نزدیک سنجان
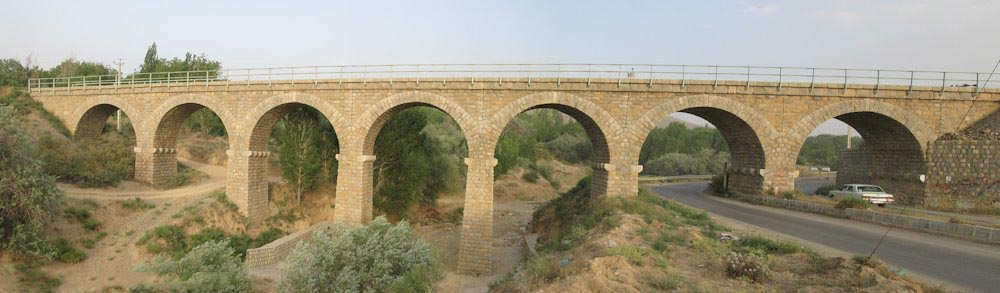
هفت پل  ضامنجان در صحرای سنجان